# Entalinopsis intercostata
Entalinopsis intercostata är en blötdjursart som först beskrevs av Charles Hercules Boissevain 1906.  Entalinopsis intercostata ingår i släktet Entalinopsis och familjen Entalinidae. Inga underarter finns listade i Catalogue of Life.